# Đài thiên văn Núi Lemmon
Đài thiên văn Núi Lemmon (MLO), còn được gọi là Đài thiên văn hồng ngoại Núi Lemmon, là đài quan sát thiên văn nằm trên Núi Lemmon trên dãy núi Santa Catalina khoảng 28 kilômét (17 mi)   phía đông bắc của Tucson, Arizona (Mỹ). Địa điểm trong Rừng Quốc gia Coronado được sử dụng với sự cho phép đặc biệt từ Sở Lâm nghiệp Hoa Kỳ bởi Đài thiên văn Steward của Đại học Arizona và có một số kính viễn vọng được quản lý độc lập.

## Lịch sử
Địa điểm MLO được phát triển lần đầu tiên vào năm 1954 với tên gọi Trạm không quân Mount Lemmon, một hệ thống radar của Bộ tư lệnh phòng không Hoa Kỳ. Khi chuyển đến Đài thiên văn Steward 1970, địa điểm này đã được chuyển đổi thành đài quan sát hồng ngoại. Cho đến năm 2003, một tháp radar hoạt động từ Fort Huachuca đã được sử dụng để theo dõi các vụ phóng từ Khu bắn tên lửa White Sands ở New Mexico và căn cứ không quân Vandenberg ở California.

## Kính thiên văn
Kính thiên văn Steward 1,52 m (60 in)     là một gương phản xạ Cassegrain được sử dụng cho Khảo sát Núi Lemmon (MLS), một phần của Khảo sát bầu trời Catalina (CSS). Nó được xây dựng vào cuối những năm 1960 và lần đầu tiên được lắp đặt tại ga Catalina trên núi Bigelow, gần dãy núi Santa Catalina. Nó đã được chuyển đến Núi Lemmon vào năm 1972, và sau đó được đặt lại ở vị trí hiện tại vào năm 1975. Gương chính kim loại ban đầu của nó hoạt động kém và được thay thế vào năm 1977 bằng gương thủy tinh làm bằng Cer-Vit. Đây là một trong những kính viễn vọng được sử dụng bởi các sinh viên tại Trại Thiên văn. Nó đã phát hiện ra AG5 2011, một tiểu hành tinh đạt được 1 trên Thang đo Torino.
Kính viễn vọng quang học / cận hồng ngoại Dahl-Kirkham 1,52 m (60 in) bắt đầu hoạt động vào năm 1970 và là thiết bị duy nhất tại Cơ sở quan sát Núi Lemmon (MLOF) của Đại học Minnesota (UMN). Nó có cùng kiểu dáng với Kính viễn vọng Steward và một cái khác tại San Pedro Mártir. Gương kim loại ban đầu hoạt động kém và được thay thế bằng gương Cer-Vit vào năm 1974. Đại học California, San Diego (UCSD) ban đầu là đối tác của UMN trong việc vận hành kính viễn vọng.
- Kính viễn vọng phản xạ 1,02 m (40 in) của thiết kế Pressman-Camichel bất thường được CSS sử dụng để cung cấp các quan sát theo dõi tự động của các vật thể gần Trái đất mới được phát hiện.[3][12] Nó ban đầu được đặt tại Ga Catalina và được chuyển đến MLO vào năm 1975.[5] Nó đã được tân trang lại vào năm 2008 và được đặt trong một mái vòm mới vào năm 2009 trước khi được tích hợp vào các hoạt động CSS.[13]

Kính viễn vọng robot 1,0 m (39 in) được lắp đặt vào năm 2003 là thiết bị duy nhất của Đài quan sát thiên văn quang học Núi Lemmon (LOAO) do Viện khoa học thiên văn và vũ trụ Hàn Quốc (KASI) vận hành.